# Tulikup
Tulikup is een bestuurslaag in het regentschap Gianyar van de provincie Bali, Indonesië. Tulikup telt 7373 inwoners (volkstelling 2010).